# County Championship 2011
Die County Championship 2011 war die 112. Saison des nationalen First-Class-Cricket-Wettbewerbes in England und Wales. Sie wurde in zwei Divisionen ausgetragen, Division 1 und Division 2. Division 1 wurde durch Lancashire gewonnen, die somit ihre achte County Meisterschaft gewannen. Absteiger aus der Division 1 waren Yorkshire und Hampshire, die in der nachfolgenden Saison 2012 durch die beiden bestplatzierten der Division 2, Middlesex and Surrey, ersetzt wurden.

## Format
Die 18 First Class Counties wurden nach den Resultaten der Saison 2010 in zwei Divisionen aufgeteilt. In jeder Division spielte jede Mannschaft gegen jede andere jeweils ein Heim- und ein Auswärtsspiel. Für einen Sieg erhielt ein Team zunächst 16 Punkte, für ein Unentschieden (beide Mannschaften erzielen die gleiche Anzahl an Runs) 8 Punkte. Sollte kein Ergebnis erreicht werden und das Spiel in einem Remis enden bekommen beide Mannschaften 5 Punkte. Zusätzlich besteht die Möglichkeit in den ersten 110 Over des ersten Innings Bonuspunkte zu sammeln. Dabei werden bis zu 5 Punkte für erzielte Runs und bis zu 3 Punkte für erzielte Wickets ausgegeben. Des Weiteren ist es möglich das Mannschaften Punkte abgezogen bekommen, wenn sie beispielsweise zu langsam spielen oder der Platz nicht ordnungsgemäß hergerichtet ist. Am Ende der Saison ist der Sieger der Division 1 County Champion, die beiden letztplatzierten dieser Division steigen ab und die beiden bestplatzierten der Division 2 auf.

## Resultate

### Tabelle

#### Division 1
Die Tabelle der Division 1 hatte die folgende Gestalt. Alle Punktabzüge erfolgten auf Grund zu langsamer Spielweise.
| Team            | Sp. | S  | N  | U | R | A | Bat | Bowl | Abg. | Punkte |
| --------------- | --- | -- | -- | - | - | - | --- | ---- | ---- | ------ |
| Lancashire      | 16  | 10 | 4  | 0 | 2 | 0 | 37  | 44   | 1.0  | 246    |
| Warwickshire    | 16  | 9  | 4  | 0 | 3 | 0 | 46  | 45   | 9.0  | 235    |
| Durham          | 16  | 8  | 4  | 0 | 4 | 0 | 47  | 45   | 0.0  | 232    |
| Somerset        | 16  | 6  | 7  | 0 | 3 | 0 | 45  | 39   | 0.0  | 189    |
| Sussex          | 16  | 6  | 6  | 0 | 4 | 0 | 34  | 40   | 0.0  | 182    |
| Nottinghamshire | 16  | 5  | 6  | 0 | 5 | 0 | 35  | 43   | 0.0  | 173    |
| Worcestershire  | 16  | 4  | 11 | 0 | 1 | 0 | 31  | 44   | 0.0  | 142    |
| Yorkshire       | 16  | 3  | 6  | 0 | 7 | 0 | 34  | 37   | 2.0  | 138    |
| Hampshire       | 16  | 3  | 6  | 0 | 7 | 0 | 30  | 36   | 8.0  | 127    |

#### Division 2
Die Tabelle der Division 2 hatte die folgende Gestalt. Alle Punktabzüge erfolgten auf Grund zu langsamer Spielweise.
| Team             | Sp. | S | N  | U | R | A | Bat | Bowl | Abg. | Punkte |
| ---------------- | --- | - | -- | - | - | - | --- | ---- | ---- | ------ |
| Middlesex        | 16  | 8 | 2  | 0 | 6 | 0 | 50  | 44   | 0.0  | 240    |
| Surrey           | 16  | 8 | 4  | 0 | 4 | 0 | 43  | 44   | 0.0  | 227    |
| Northamptonshire | 16  | 7 | 2  | 0 | 7 | 0 | 48  | 45   | 0.0  | 226    |
| Gloucestershire  | 16  | 6 | 5  | 0 | 5 | 0 | 41  | 47   | 1.0  | 198    |
| Derbyshire       | 16  | 5 | 6  | 0 | 5 | 0 | 42  | 44   | 0.0  | 181    |
| Glamorgan        | 16  | 5 | 6  | 0 | 4 | 0 | 44  | 40   | 1.0  | 178    |
| Essex            | 16  | 4 | 4  | 0 | 8 | 0 | 29  | 44   | 2.0  | 159    |
| Kent             | 16  | 5 | 9  | 0 | 2 | 0 | 30  | 42   | 9.0  | 149    |
| Leicestershire   | 16  | 1 | 11 | 0 | 4 | 0 | 24  | 36   | 0.0  | 88     |

## Statistiken

### Runs
Die meisten Runs der Saison in beiden Division wurden von den folgenden Spielern erzielt:
| Spieler            | Mannschaft | Spiele | Innings | Runs  | Average | HS   | 100s | 50s |
| ------------------ | ---------- | ------ | ------- | ----- | ------- | ---- | ---- | --- |
| Marcus Trescothick | Sommerset  | 13     | 23      | 1.673 | 79,66   | 227  | 6    | 6   |
| Zander de Bruyn    | Surrey     | 16     | 27      | 1.383 | 55,32   | 148  | 4    | 6   |
| Murray Goodwin     | Sussex     | 16     | 29      | 1.372 | 52,76   | 274* | 4    | 4   |
| Dale Benkenstein   | Durham     | 16     | 26      | 1.353 | 61.50   | 150  | 4    | 9   |
| Chris Rogers       | Middlesex  | 15     | 25      | 1.286 | 58.45   | 148  | 4    | 6   |

### Wickets
Die meisten Wickets der Saison in beiden Division wurden von den folgenden Spielern erzielt:
| Spieler         | Mannschaft       | Spiele | Overs | Wickets | Average | BBI  | 5W |
| --------------- | ---------------- | ------ | ----- | ------- | ------- | ---- | -- |
| David Masters   | Essex            | 16     | 637.1 | 93      | 18,13   | 8/10 | 8  |
| Tim Murtagh     | Middlesex        | 15     | 485.5 | 80      | 20,98   | 5/27 | 4  |
| Tim Linley      | Surrey           | 14     | 482.3 | 73      | 18,34   | 6/57 | 4  |
| Alan Richardson | Worcestershire   | 16     | 496.3 | 73      | 24,42   | 6/22 | 3  |
| Chaminda Vaas   | Northamptonshire | 14     | 499.0 | 70      | 21,44   | 6/46 | 6  |